# Lijst van voetbalinterlands Comoren - Swaziland
Deze lijst van voetbalinterlands is een overzicht van alle officiële voetbalwedstrijden tussen de nationale teams van de Comoren en Swaziland. De landen hebben tot op heden twee keer tegen elkaar gespeeld. De eerste ontmoeting, een wedstrijd voor de COSAFA Cup 2009, werd gespeeld in Bulawayo (Zimbabwe) op 22 oktober 2009. Het laatste duel, een groepswedstrijd tijdens de COSAFA Cup 2019, vond plaats op 27 mei 2019 in Durban (Zuid-Afrika).

## Wedstrijden
| № | Plaats   | Datum           | Competitie      | Wedstrijd           | Uitslag |
| - | -------- | --------------- | --------------- | ------------------- | ------- |
| 1 | Bulawayo | 22 oktober 2009 | COSAFA Cup 2009 | Swaziland − Comoren | 3 − 0   |
| 2 | Durban   | 27 mei 2019     | COSAFA Cup 2019 | Swaziland − Comoren | 2 − 2   |

## Samenvatting
| Competitie | Totaal gespeeld | Winst Comoren | Gelijk | Winst Swaziland | Doelsaldo Comoren – Swaziland |
| ---------- | --------------- | ------------- | ------ | --------------- | ----------------------------- |
| COSAFA Cup | 2               | 0             | 1      | 1               | 2 − 5                         |
| Totaal     | 2               | 0             | 1      | 1               | 2 – 5                         |

Wedstrijden bepaald door strafschoppen worden, in lijn met de FIFA, als een gelijkspel gerekend.
FCF · Comorees vrouwenelftal

Interlands
Tegenstander:
Angola ·
Botswana ·
Burkina Faso ·
Burundi ·
Centraal-Afrikaanse Republiek ·
Djibouti ·
Egypte ·
Ethiopië ·
Gabon ·
Gambia ·
Ghana ·
Guinee ·
Ivoorkust ·
Jemen ·
Kaapverdië ·
Kameroen ·
Kenia ·
Lesotho ·
Libië ·
Madagaskar ·
Malawi ·
Malediven ·
Mali ·
Marokko ·
Mauritanië ·
Mauritius ·
Mozambique ·
Namibië ·
Oeganda ·
Palestina ·
Seychellen ·
Sierra Leone ·
Swaziland ·
Togo ·
Tsjaad ·
Tunesië ·
Zambia ·
Zimbabwe ·
Zuid-Afrika
NFAS · 
Swazisch vrouwenelftal
1968 · 
1969 · 
1970 · 
1971 · 
1972 · 
1973 · 
1974 · 
1975 · 
1976 · 
1977 · 
1978 · 
1979 · 
1980 · 
1981 · 
1982 · 
1983 · 
1984 · 
1986 · 
1987 · 
1988 · 
1989 · 
1990 · 
1991 · 
1992 · 
1993 · 
1994 · 
1995 · 
1996 · 
1997 · 
1998 · 
1999 · 
2000 · 
2001 · 
2002 · 
2003 · 
2004 · 
2005 · 
2006 · 
2007 · 
2008 · 
2009 · 
2010 · 
2011 · 
2012 · 
2013 · 
2014 ·
2015 ·
2016 ·
2017 ·
2018 ·
2019 ·
2020 ·
2021 ·
2022 ·
2023 ·
2024
Angola ·
Botswana ·
Burkina Faso ·
Comoren ·
Congo-Brazzaville ·
Congo-Kinshasa ·
Djibouti ·
Egypte ·
Eritrea ·
Gabon ·
Ghana ·
Guinee ·
Guinee-Bissau ·
Kaapverdië ·
Kameroen ·
Kenia ·
Lesotho ·
Libië ·
Madagaskar ·
Malawi ·
Mali ·
Mauritius ·
Mozambique ·
Namibië ·
Niger ·
Nigeria ·
Senegal ·
Seychellen ·
Sierra Leone ·
Soedan ·
Somalië ·
Tanzania ·
Togo ·
Tunesië ·
Zambia ·
Zimbabwe ·
Zuid-Afrika